# Sheila Kaul
Sheila Kaul (en hindi शीला कौल), née le 7 février 1915 – morte le 13 juin 2015 à Ghaziabad, est une femme politique indienne membre du Congrès national indien. Elle était la belle-sœur de Jawaharlal Nehru et la tante maternelle d’Indira Gandhi.